# Vielheit
Der Begriff Vielheit gehört in der Kategorienlehre des Philosophen Immanuel Kant zu den reinen Verstandesbegriffen, d. h. zu den Elementen des Verstandes, welche dem Menschen bereits a priori, also unabhängig von der sinnlichen Erfahrung, gegeben sind. Vielheit wird den Kategorien der Quantität zugeordnet und entspricht den Besonderen Urteilen (Urteil hier im Sinn von 'Aussage über die Wirklichkeit') in der Form „Einige S sind P“, also z. B. „einige Menschen sind Philosophen“.